# 金仁淑
金 仁淑（キム・インスク、김인숙、1963年1月1日 - ）は韓国の小説家である。ソウル特別市出身。

## 略歴
韓国の学生運動史である『79～80年の冬と春の間』(1987)、労働現場での体験を扱った報告文学である『共に歩む道』(1989)、資本主義の社会で生きる平凡な人々の内面を描いた『白刃と愛』(1993)、オーストラリアの移住民の暮らしを通して、定着できない人々の傷を感傷的な言語で表した『遠き道』(1995)、内面の傷を克服して成熟した愛に昇華していく過程を描いた『꽃의 기억』(1999)などの小説を出版した。
金仁淑は、『炎』(1985)までの初期作品では、個人的な葛藤と煩悶を、『70～80年の冬と春の間』と『共に歩む道』などでは、歴史的な現実に真正面で立ち向かった。 1990年代以降の作品は、日常空間を生きる平凡な人々の人生に注目している。 

## 受賞歴
- 1983 年、｢喪失の季節｣で朝鮮日報新春文芸に入選
- 1995 年、『遠き道」で韓国日報文学賞
- 2003 年、｢海と蝶々｣で第27回 李箱文学賞

## 日本語訳
- 『息、悪夢』（きむふな訳、トランスビュー、2011年）
- 『アンニョン、エレナ』（和田景子訳、書肆侃侃房、韓国女性文学シリーズ、2016年）

## 主な作品
- 1985年、『불꽃』(炎)[2]
- 1987 年、『79～80 겨울에서 봄 사이』(79－80年の冬から春の間)
- 1989 年、『함께 걷는 길』(共に歩む道)
- 1993 年、『칼날과 사랑』(白刃と愛)
- 1995 年、『먼길』(遠き道)
- 2009 年、『꽃의 기억』(花の記憶)
- 2000 年、『개교기념일』(開校記念日)
- 2001 年、『브라스밴드를 기다리며』(ブラスバンドを待ちながら)
- 2002 年、『우연』(偶然)
- 2009 年、『안녕, 엘레나』(アンニョン、エレナ)
- 2011 年、『미칠 수 있겠니』(夢中になれる？)